# Kosmos 30
Kosmos 30 – radziecki satelita rozpoznawczy. Drugi statek typu Zenit-4 należącego do programu Zenit, którego konstrukcja została oparta na załogowych kapsułach Wostok. Kapsuła z negatywami opadła na terytorium ZSRR po 8 dniach.